# Fidži
 Ovo je glavno značenje pojma Fidži. Za otočje na kojem se nalazi ova država pogledajte otočje Fidži.
Fidži (fidžijski: Viti; fidžijski hindski: फ़िजी [Fijī]), službeno Republika Fidži (fidžijski: Matanitu Tugalala o Viti; fidžijski hindski: फ़िजी गणराज्य), otočna je država u Melaneziji, u Oceaniji, smještena u južnom Pacifiku, oko 2000 kilometara od Sjevernoga otoka Novog Zelanda. Najbliže susjedne zemlje Fidžiju su Vanuatu na zapadu, Nova Kaledonija na jugozapadu, novozelandski Kermadecovi otoci na jugoistoku, Tonga na istoku, Samoansko otočje i francuski kolektivitet Wallis i Futuna na sjeveroistoku, te Tuvalu na sjeveru. Fidži sačinjava otočje s više od 330 otoka, 110 od kojih je trajno naseljeno, te preko 500 hridi i otočića, ukupne površine od 18 300 km2. Najisturenija skupina otoka je Ono-i-Lau. Čak 87% ukupnoga stanovništva od oko 912 000 ljudi živi na otocima Viti Levu i Vanua Levu. Glavni grad Suva nalazi se na otoku Viti Levu i ujedno je i glavna luka na Fidžiju. Oko tri četvrtine stanovnika Fidžija živi uz obalna područja otoka Viti Levu mahom u Suvi, ali i u manjim urbanim centrima poput Nadija, koji ima izrazito razvijen lokalni turizam, ili Lautoke, gdje je razvijena industrija proizvodnje šećera. Zbog geoloških karakteristika, unutrašnjost Viti Levua slabo je naseljena.
Većina fidžijskih otoka formirana je vulkanskom aktivnošću prije otprilike 150 milijuna godina. Geotermalna aktivnost, premda rijetka, povremeno je prisutna i danas, najčešće na otocima Vanua Levu i Taveuni. Geotermalni izvori na otoku Viti Levu nisu vulkanskog podrijetla te imaju niskotemperaturna (oko 35 - 60°C) površinska otpuštanja. Ljudi su na fidžijskom otočju živjeli od drugog tisućljeća pr. Kr. Isprva su to bili Austronežani i Melanežani, s nešto malo polinezijskih utjecaja. Europljani su počeli posjećivati Fidži počevši od 17. stoljeća, a nakon kratkog razdoblja neovisnosti, Fidži je 1874. godine postao kolonija Britanskoga Carstva. Fidži je do 1970. godine imao status krunske kolonije, nakon čega je dobio veću autonomiju i status dominiona. Nakon niza državnih udara, vojna je vlast 1987. godine proglasila republiku. Nakon uspješnog državnog udara 2006. godine, komodor Frank Bainimarama preuzeo je vlast u zemlji. Nakon što je Visoki sud tri godine kasnije proglasio vojnu vlast nezakonitom, predsjednik Josefa Iloilo, koga je vojska zadržala kao nominalnog državnog poglavara, poništio je Ustav iz 1997. godine i ponovo imenovao Bainimaramu kao privremenog premijera. Kasnije tijekom iste godine, Iloila je naslijedio Epeli Nailatikau. Nakon godina odgode, dana 17. rujna 2014. godine konačno su održani opći, demokratski izbori na Fidžiju. Bainimarama je pobijedio na izborima, koje su međunarodni promatrači prihvatili.
Fidži je jedna od najrazvijenijih oceanijskih zemalja, zahvaljujući bogatim izvorima minerala, ribe i drva. Nacionalna je valuta fidžijski dolar, a glavna gospodarska djelatnost je turizam. Lokalna samouprava organizirana je na razini gradova i gradskih vijeća, koje nadzire nadležno ministarstvo.

## Etimologija
Glavni otok u sklopu fidžijskoga otočja zove se Viti Levu i upravo iz njega proizlazi izraz "Fidži", iako se standardni engleski (posredno i fonetizirani hrvatski) izgovor temelji na onome sa susjednih otoka Tonge. Nastanak izraza može se opisati ovako:
Fidžijci su se prvi puta urezali u europsku svijet kroz spise članova ekspedicije Jamesa Cooka, koji su ih upoznali u Tongi. Opisani su kao zastrašujući ratnici i krvoločni kanibali, graditelji najboljih plovila na Pacifiku, ali ne i vrhunski moreplovci. Izazivali su zavist među stanovnicima Tonge, a sve njihove rukotvorine, posebice tkanina i toljage, bile su visoko cijenjene i tražene. Svoj su dom nazivali Viti, ali na Tongi su ga nazivali Fisi, tako da je preko ovog stranog izgovora, kapetan James Cook prvi puta koristio izraz Fiji (Fidži, op.a.), po kojemu su ti otoci danas poznati.
Inicijalnu anglizirana inačicu tonganskog izgovora "Feejee" koristili su i misionari, te putnici koji su posjećivali otočje sve do kraja 19. stoljeća.

## Povijest

### Otkriće Fidžija
Prema dostupnim izvorima, fidžijsko otočje naseljeno je negdje u drugom tisućljeću pr. Kr., mnogo prije nego je ekspedicija Abela Tasmana otkrila to područje u 17. stoljeću. Prvi stanovnici otoka bili su Austronežani koji su došli s juga Azije, vjerojatno južne Indokine, preko Tajvana, Filipina, Indonezije i Nove Gvineje, te su stigli do otočja negdje oko 1500. pr. Kr. Pretpostavlja se kako su Austronežani bili pomorci u povijesti čovječanstva. Nešto kasnije, na područje su se doselili Melanežani, a kasnije i Polinežani. Fidžijsko otočje razvijalo se prilično samostalno i s većim brojem zajednica organiziranih u plemena, a negdje u 10. stoljeću plemena su pala pod sferu utjecaja Carstva Tuʻi Tonga. Fidžijci su bili poznati kao snažni ratnici i izvrsni brodograditelji. 
Prvi doticaj s Europljanima dogodio se 1643. godine, kada je ekspedicija predvođena Abelom Tasmanom otkrila otoke Vanua Levu i Taveuni. Godine 1774., britanski pomorac James Cook posjetio je otočje Lau na jugu Fidžija, međutim otoci su kartografirani tek 1789. godine, kada je protjerani kapetan s HMS Bountyja William Bligh na svom putu za Bataviju plovio uz otok Ovalau prošao brodom između dvaju glavnih otoka. Vodena površina kojom je Bligh plovio danas je znana kao Bligh Water, a otoci su jedno vrijeme bili poznati kao "Blighovi otoci". 

### Kolonijalni Fidži
Kontakti s Europljanima postali su sve učestaliji tijekom 19. stoljeća, a nakon kratkotrajnog neovisnog kraljevstva, Fidži je 1874. godine konačno postao kolonijom Britanskoga Carstva. Osim što su iskorištavali prirodne resurse, Britanci su tijekom kolonizacije nastavili iskorištavati Fidžijce kao jeftinu radnu snagu, a dio otočana prodavan je u roblje te je poslan na rad u plantaže. Nedugo nakon kolonizacije, posljednji kralj neovisnog Fidžija Seru Epenisa Cakobau posjetio je Sydney sa svoja dva sina, gdje je vladala epidemija ospica. Sva su se tri člana kraljevske obitelji zarazila, a pogrešna odluka o neaktiviranju karantene na brodu dovela je do širenja epidemije diljem Fidžija u razdoblju od 1875. do 1876. godine, što je izazvalo smrt oko 40 000 Fidžijaca, otprilike jedne trećine tadašnjega stanovništva. Postoje teorije kako su Britanci namjerno odbili proglasiti karantenu kako bi svjesno proširili bolest kolonijom, no za to nema čvrstih dokaza. U svakom slučaju, suvremeni su povjesničari izrazito kritični prema britanskim vlastima zbog, u najmanju ruku, grubog nemara, koji je doveo do gubitka nekoliko desetaka tisuća života. Na samom početku britanske kolonizacije, Fidžijci su u ljeto 1875. godine podigli ustanak nedugo nakon što je Sir Arthur Hamilton-Gordon postao kolonijalni upravitelj. U višemjesečnom sukobu što ga je sam Hamilton-Gordon nazvao "Malim ratom" (eng. Little War), Britanci su, očekivano, porazili pobunjenike, ali Fidžijci su se još jednom pokazali kao opasni protivnici. Svijesan potrebe za jačanjem kontrole i smirivanjem tenzija, Hamilton-Gordon je uspostavio sustav plemenskih poglavica i seoskih namjesnika koji su s jedne strane bili izravno odgovorni njemu i provodili su kolonijalnu politiku, dok su s druge strane bili zaduženi za smirivanje tenzija među lokalnim stanovništvom. Godine 1876., Hamilton-Gordon je utemeljio i Veliko vijeće poglavica, koje je također bilo podređeno njemu. U slijedećim godinama došlo je do još nekoliko pobuna koje su bile ugušene, ali i do masovnog uvoza radnika iz Indije, koji su temeljem indenture bili prisiljeni na robovski rad. 
Ne želeći crpiti radnu snagu iz kolonijalnih posjeda, Britansko Carstvo nije dozvolilo Fidžijcima da se priključe vojsci tijekom Prvog svjetskog rata, tako da je uloga Fidžija u tom konfliktu bila prilično periferna. Fidžijske su vlasti 1917. uhitile uglednoga njemačkog pomorca grof Felixa von Lucknera na otoku Wakayji, gdje se skrivao za trajanja rata. Zanimljivo je kako se von Luckner predao vlastima misleći da su službenici naoružani te da ga lako mogu svladati, dok su oni zapravo bili bez ikakvog oružja. Za trajanja Drugog svjetskog rata je Britansko Carstvo odustalo od politike zabrane novačenja domaćeg kolonijalnog stanovništva, pa je nekoliko tisuća Fidžijaca sudjelovalo u borbama kao Fidžijska pješadijska regimenta, kojom je zapovijedao Sir Edward Cakobau, praunuk kralja Cakobaua. Fidži je bila važna baza Saveznika na Pacifičkom frontu, a Fidžijci su se odlikovali hrabrošću tijekom kampanje na Solomonskim Otocima.

### Samouprava i neovisnost
Izgradnja suvremenih političkih institucija uslijedila je tek nakon Drugog svjetskog rata. Na Ustavnoj konferenciji 1965. u Londonu, predložena je ideja potpune neovisnosti, koju su fidžijski delegati u početku odbili, iako su im britanske vlasti priopćile da namjeravaju uspostaviti samoupravu na otocima i pripremiti ih za potpunu neovisnost. To je dovelo do uspostave odgovorne vlade i kabinetskog sustava, na čijem je čelu bio Kamisese Mara, u funkciji prvoga premijera Fidžija (u početku je titula nosila naziv glavni ministar). Reforme su se nastavile i slijedećih godina, kada je uveden dvodomni Parlament, a sve je kulminiralo 1970. godine, kada je Ujedinjeno Kraljevstvo dalo Fidžiju neovisnost i status dominiona. Nakon niza državnih udara 1987. godine, Fidži je ukinuo status dominiona i postao republikom, međutim ni to nije donijelo trajnu političku stabilnost u zemlji.
Državni udar 2000. godine doveo je do nove promjene vlasti. Središnju je ulogu imao komodor Frank Bainimarama, koji je kasnije 2006. godine i sam izveo drugi državni udar i preuzeo vlast. Visoki sud je 2009. godine puč proglasio nelegalnim, što je dovelo do nove krize i smjene na vlasti. Prvi moderni, demokratski izbori na Fidžiju održani su tek 2014. godine, što je za posljedicu imalo postupnu stabilizaciju političke situacije u državi.

## Geografija

### Položaj i reljef
Fidži su izolirano otočje u jugozapadnome Pacifiku, ukupne površine od 194 000km2, od kojih je oko 10% kopna. Smješten je točno na pola puta između otočnih država Vanuatua i Tonge, nedaleko od datumske granice. Premda 180. meridijan presijeca Taveuni, datumska granica je savijena kako bi cijelo otočje imao jedinstveno vrijeme (UTC+12). Otočje uglavnom čini jedinstvenu cjelinu, izuzev otoka Rotume, koji je udaljen oko 410 km od ostatka otočja.
Fidži čini 332 veća otoka (od kojih je njih 106 naseljeno), te 522 manja otoka i hridi. Ukupna duljina obale iznosi 1129 km. Najveći i najvažniji otoci jesu Viti Levu i Vanua Levu, koji čine oko tri četvrtine ukupne kopnene površine Fidžija. Otoci su mahom planinske strukture te dosežu visinu od 1324 metra, koliko je visok Mount Tomanivi na otoku Viti Levu. Otoci su prekriveni tropskim kišnim šumama.
Osim što se na njemu nalazi najviši vrh otočja, na Viti Levu je smješten i glavni grad Fidžija Suva, gdje živi gotovo tri četvrtine ukupnga stanovništva. Drugi važni gradovi su Nadi, u kojem se nalazi međunarodna zračna luka, te Lautoka, drugi grad u državi, važna luka i središte industrije proizvodnje šećera na Fidžiju.

Najvažniji gradovi na otoku Vanua Levu jesu Labasa i Savusavu. Ostali važni otoci i otočne skupine su Taveuni i Kadavu (treći i četvrti otoci po veličini), otočja Mamanuca (nedaleko od Nadija) i Yasawa, koji su ujedno i popularne turističke destinacije, otočje Lomaiviti, nedaleko od Suve te udaljena skupina Lau. Rotuma se nalazi sjeverno od otočja i ima posebni upravni status na Fidžiju. Nenaseljeni greben Ceva-i-Ra nalazi se oko 460km jugozapadno od otočja.
- Geografija Fidžija
- Tropska plaža Korotogo na koraljnoj obali otoka Viti Levu.
- Vodopad Bouma na otoku Taveuni.
- Tropska kišna šuma uz obalu otoka Kadavu.
- Pješčani "most" koji spaja otoke Waya i Wayasewa u sklopu otočja Yasawa.
- Kućice (bure) u selu Navala u podnožju visoravni Nausori.

### Klima
Fidži ima tropsku klimu te je topao tijekom cijele godine, uz minimalne ekstreme. Prema Köppenovoj klasifikaciji klime, Fidži spada u tropski podtip prašumske klime (Af), premda se u nekim opisima koristi i izraz tropska oceanska klima. Topla sezona započinje u studenome i traje do travnja, dok hladniji dio godine traje od svibnja do listopada s tim da temperature i u tom dijelu godine prosječno iznose 22°C. Padaline variraju, s tim da su u pravilu veće u toplom dijelu godine i to u unutrašnjosti otoka. Veći otoci imaju više padalina na južnim dijelovima nego na sjeveru, što za posljedicu ima jače razvijenu poljoprivredu na tim područjima. Vjetrovi su umjereni, iako se cikloni javljaju otprilike jednom godišnje, odnosno deset do dvanaest puta u deset godina.
Jedan od većih udara dogodio se 2016. godine, kada je ciklon Winston pogodio otočje, usmrtio 44 osobe i stvorio štetu od oko milijardu američkih dolara.

## Politika
Prema trenutnom Ustavu Fidžija iz 2013. godine, Republika Fidži je ustavna, parlamentarna i unitarna republika s višestranačkim političkim sustavom i trodiobom vlasti. Zanimljivo je kako je ovakva struktura u fidžijskoj politici stupila na snagu tek nakon stabilizacije političke situacije 2014. godine, dok je dotad vojska u pravilu držala čelne pozicije u državi i, unatoč postojanju ustava, ustavna prava i strukture nisu bili aktivni u praksi. Godine 2018., EIU je opisao Fidži kao "hibridni režim".
Izvšnu vlast predstavljaju predsjednik i premijer. Iako je predsjednik nominalni državni poglavar te je uz to i vrhovni zapovjednik oružanih snaga, s obzirom na izražen parlamentarni sustav, premijer je stvarno najmoćnija politička figura u zemlji. Predsjednik se izabire u parlamentu na prijedlog premijera ili vođe oporbe na trogodišnji mandat; njegova je uloga više počasna, ali posjeduje značajne "rezervne ovlasti" u slučaju nacionalne krize. Korištenje tih ovlasti od strane predsjednika pokazalo se, u povijesnoj perspektivi, vrlo problematičnim. Premijer se bira na općim izborima u parlamentu te nominira članove kabineta (u pravilu između 10 i 25), koje onda potvrđuje predsjednik. Aktivno biračko pravo stječe se s napunjenih 18 godina života. 
Zakonodavna vlast povjerena je parlamentu, koji je od 2013. godine jednodoman. Prema ranijim ustavima, parlament je činio gornji dom senat i donji zastupnički dom. Ranije je postojalo i Veliko vijeće poglavica, ustavno tijelo sastavljeno od plemenskih čelnika. Veliko vijeće uspostavljeno je još 1876. godine tijkom kolonijalne uprave, a raspušteno je 2007. godine zbog nemogućnosti surađivanja s tadašnjim čelnikom Frankom Bainimaramom.
Fidži nominalno ima neovisnu sudbenu vlast, koja je povjerena sudovima kao temeljnim pravosudnim tijelima. Uz redovne magistratske sudove, Fidži ima i tri visoka sudska tijela: Visoki sud, Apelacijski sud i Vrhovni sud. Predsjednik Vrhovnoga suda ujedno predsjedava i Visokim sudom, dok je Apelacijski sud zadužen za žalbe i neovisan o druga dva visoka suda kako bi se osigurala nepristranost.

### Upravna podjela
Najveće administrativne jedinice na Fidžiju su divizije, a prema aktualnom ustavu ima ih ukupno četiri - Središnja, Sjeverna, Istočna i Zapadna. Na čelu divizija nalazi se povjerenik (eng. Commissioner), kojega imenuje vlada. Divizije nemaju značajnih administrativnih funkcija, ali služe jačanju kooperacije među pokrajinama, koje su sljedeće, niže administrativne jedinice. Pokrajina ima ukupno četrnaest i imaju vlastita pokrajinska vijeća. Poseban status uživa otok Rotuma, koji je zapravo samoupravna jedinica na razini pokrajine, iako se radi statističkih potreba svrstava u Istočnu diviziju. Najniže administrativne jedinice su distrikti, kojih ima ukupno sedamnaest. 
Suva i Lautoka jedina su naselja sa statusom grada, ali postoji još deset većih naselja koje imaju lokalnu samoupravu i vlastita vijeća.
Temeljna upravna podjela izgleda ovako:
| Upravne jedinice | Upravne jedinice | Upravne jedinice | Upravne jedinice | Upravne jedinice | Upravne jedinice     | Zemljovid |
| Divizija         | Sjedište         |                  | Pokrajina        | Površina (km²)   | Stanovništvo (2017.) | Zemljovid |
| ---------------- | ---------------- | ---------------- | ---------------- | ---------------- | -------------------- | --------- |
| Središnja        | Suva             | Naitasiri        | 1666             | 177 678          |                      |           |
| Središnja        | Suva             | Namosi           | 570              | 7871             |                      |           |
| Središnja        | Suva             | Rewa             | 272              | 108 016          |                      |           |
| Središnja        | Suva             | Serua            | 830              | 20 031           |                      |           |
| Središnja        | Suva             | Tailevu          | 955              | 64 552           |                      |           |
| Sjeverna         | Labasa           | Bua              | 1378             | 15 466           |                      |           |
| Sjeverna         | Labasa           | Cakaudrove       | 2816             | 50 469           |                      |           |
| Sjeverna         | Labasa           | Macuata          | 2004             | 65 983           |                      |           |
| Istočna          | Levuka           | Kadavu           | 478              | 10 897           |                      |           |
| Istočna          | Levuka           | Lau (pokrajina)  | 487              | 9602             |                      |           |
| Istočna          | Levuka           | Lomaiviti        | 411              | 15 657           |                      |           |
| Zapadna          | Lautoka          | Ba (pokrajina)   | 2634             | 247 708          |                      |           |
| Zapadna          | Lautoka          | Nadroga-Navosa   | 2385             | 58 931           |                      |           |
| Zapadna          | Lautoka          | Ra               | 1341             | 30 432           |                      |           |
| Rotuma           | Rotuma           | Rotuma           | Rotuma           | 46               | 1594                 |           |

## Stanovništvo
Od početka 20. stoljeća fidžijsko je stanovništvo je u stalnom porastu, koji je znao iznositi od 6% do gotovo 40% svakih deset godina. Od 1901. godine, kada je bilo oko 120 000 stanovnika, do 2018., kada je procijenjeno da na Fidžiju živi oko 912 000 ljudi, broj stanovnika povećao se gotovo osam puta. Posljednji redovni popis stanovništva iz 2017. utvrdio je da Fidži imaju 884 887 stalnih stanovnika. Gustoća stanovništva iznosi oko 50 stanovnika po km2.
Stanovništvo Fidžija uglavnom je srednje do mlađe životne dobi. U udio stanovnika u dobi od 15 do 64 godine je 66%, dok je onih do 14 godina 28.2% uz mali udio stanovnika starijih od 65 godina (5.6%). Omjer muškaraca i žena gotovo je podjednak u svim dobnim skupinama (1.03 - 1.05), osim u onima starijima od 65 godina, gdje je omjer muškaraca i žena 0.89. Opća očekivana životna dob su 72 godine (2014.), s tim da je ona za muškarce 69.5 godina, a za žene 75 godina. Stopa plodnosti je 2014. godine iznosila 2.5, natalitet je za isto razdoblje iznosio 19.8, a mortalitet 6.0. 

### Etnički sastav
Stanovništvo Fidžija većinski sačinjavaju Fidžijci, koji su mahom melanezijskog porijekla (54.3%), iako mnogi imaju i polinezijske korijene, te Indofidžijci (38.1%), odnosno potomci indijskih radnika što su ih britanske kolonijalne vlasti selile na Fidži tijekom 19. stoljeća. Stanovništvo Indofidžijaca je s godinama postuno opala, mahom zbog migracija uzrokovanih različitim faktorima, a u kratkom razdoblju nakon puča 2000. godine bili su i metom odmazde. Oko 1.2% antičkoga autohtonog stanovništva čine Rotumanci, stanovnici otoka Rotuma, čija je kultura bliža onoj stanovnika Tonge ili Samoe, nego onoj s Fidžija.
Pripadnici ostalih naroda su malobrojniji, to su: Tamili (77 000), Biharci (Bhojpuri) (25 000), Gudžarati (23 000), Bengalci (21 000), Euronezijci (16 000), Pandžapci (8300), Angloaustralci (7200), Kinezi (5600), I-Kiribati (5400), Angloamerikanci (4100), Urdu (4100), Telugu (2000), Englezi (1800), Lomaiviti (1800), Walisiani (800),  Korejci (400), Tuvaluanci (400),  Malayali (300), Samoanci (300), Tonganci (300).
Fidžijci su bili podijeljeni po plemenima (yavusa), kao što su: Noi Vunatoto, Saumata, Leweinaqali, itd.

### Religija
Prema popisu stanovništva iz 2007. godine, 64,4% stanovništva izjasnilo se kršćanima, njih 27,9% bili su hinduisti, 6,3% muslimani, 0,8% bili su nereligiozni, 0,3% sikhi, dok su ostale religije bile zajednički zastupljene s 0,3%. Među kršćanima, njih 54% jesu metodisti, 14,2% katolici, 8,9% slijedbenici Božjih skupština, 6% adventisti, 1.2% anglikanci, dok preostalih 16,1% pripada ostalim kršćanskim denominacijama. Gotovo dvije trećine etničkih Fidžijaca su kršćani (mahom metodisti), dok je broj Indofidžijaca među kršćanima razmjerno malen. Kada govorimo o omjerima u odnosu na ukupni broj stanovnika, Fidži ima najviše metodista po glavi stanovnika na svijetu.
Hinduisti na Fidžiju uglavnom su pripadnici ortodoksne sekte Sanātanī, dok su muslimani gotovo u potpunosti suniti.

### Jezik
Do 1997. godine, samo je engleski imao status službenoga jezika na Fidžiju, što je bila posljedica dugogodišnje kolonijalne uprave. Tadašnji je Ustav engleskome dodao još dva službena jezika - fidžijski i hindski, a  a to je potvrdio i trenutačni Ustav. Engleski jezik se uglavnom koristi u državnoj upravi i administraciji te kao lingua franca, a uz fidžijski  za većinu stanovništva uživa status prvog ili drugog jezika.
Fidžijski jezik pripada skupini malajsko-polinezijskih jezika te ga kao prvi ili drugi jezik koriste gotovo svi Fidžijci, odnosno više od polovice fidžijskog stanovništva. Iako je status službenoga jezika stekao tek 1997., fidžijski se jezik danas često koristi u trgovini.
Treći službeni jezik, hindski, zapravo je lokalna inačica hindskog jezika što su ju "razvili" indijski radnici koje su britanski kolonijalisti slali na rad na Fidži, a danas ga većinom govore Indofidžijci. Među imigrantima čest je kineski jezik, dok regionalni značaj ima i rotumanski jezik.
Diljem otočja razvili su se brojna narječja fidžijskoga jezika koji su i danas u uporabi, a mogu se podijeliti na istočne i zapadne. Povijesno gledano, suvremeni, standardni fidžijski jezik razvio se upravo iz istočnofidžijskoga narječja, koji je bio osnova prilikom standardizacije.

## Gospodarstvo
Fidži ima jednu od bolje razvijenih ekonomija u Pacifiku, najviše zbog velikih površina pod šumama, obilja ribe i nalazišta minerala. Danas se najviše prihoda ostvaruje turizmom i izvozom šećera. Glavni grad Suva na otoku Viti Levu ujedno je i glavna luka. Fidži je poznat po kristalno čistim vodama, koraljnim grebenima i pješčanim plažama, zbog čega godišnje privlači velik broj turista. Fidži je imao značajan gospodarski rast tijekom 60-ih i 70-ih godina, ali je tijekom 80-ih uslijedila stagnacija, koja je bila dodatno pogoršana pučevima 1987. godine.
Fidži ima 815 000 hektara šuma, ali dostupnije su šume u potpunosti posječene. Iako je 1987. godine zabranjen izvoz drvene mase, nastavak intenzivne sječe uslijedio je na području inače slabije dostupnih šuma u unutrašnjosti. Što se industrije tiče, tradicionalno su najvažnije industrija prerade šećera i prerada ribe. Od preostalih industrijskih grana, donekle su razvijene drvna, kemijska, te industrija građevinskog materijala, ali samo za domaće tržište. Poslije 1987. godine, na otoke je pomoću velikih poreznih olakšica privučen značajan strani kapital i otvoren je niz tvornica tekstila i odjeće, ali te su industrije posljednjih godina u opadanju zbog velike konkurencije na azijskom tržištu. Prilično veliki prihodi ostvaruju se i prodajom dozvola stranim ribarima za lov u teritorijalnim vodama Fidžija, a razvija se i komercijalni uzgoj ribe.
Turizam je veoma značajan izvor financija, premda je veliki dio turističkih kapaciteta u vlasništvu stranih kompanija. Najvažnija turistička središta nalaze se na tzv. Koraljnoj obali na otoku Viti Levu te na otočju Mamanuca, nedaleko od Lautoke. Važno turističko središte je i grad Nadi, gdje se nalazi međunarodna zračna luka.
Najviše stranih gostiju dolazi iz Australije, Novog Zelanda i Sjedinjenih Američkih Država.

## Kultura
Fidžijska kultura mozaik je različitih domorodačkih fidžijskih, indofidžijskih, azijskih i europskih utjecaja, a manifestira se kroz raznovrsne društvene običaje, nacionalnu kuhinju, jezik, folklor, umjetnost i sport. I dok su domorodački običaji vrlo živopisni i predstavljaju integralni dio svakodnevnice većine etničkih Fidžijaca, kultura na otočju značajno se mijenjala tijekom 20. stoljeća pod snažnim utjecajem europske i azijske kulture, ali i one susjednih otoka poput Tonge i Samoe. To je dovelo do toga da su se nekoć razdvojene kulturne skupine na Fidžiju danas objedinile u jedan veliki, heterogeni, multikulturalni sustav koji je postao dijelom fidžijskoga nacionalnog identiteta.
Fidžijska kultura predstavljena je na Expou 1986. godine održanoj u Vancouveru, a 2010. godine je predstavljena u sklopu Pacifičkog paviljona na Expou u Šangaju.

### Društveni običaji i folklor
Domorodačke fidžijske zajednice bile su organizirane po plemenskom ključu, te su veliki značaj pridavali obitelji, selu i zemlji (vanua). Postojala je unutarnja plemenska hijerarhija s poglavicom na čelu. Status poglavice bio je nasljedan, premda ne nužno po pravilu primogeniture, što je, zanimljivo, bio polinezijski običaj. Melanežani su svoje poglavice birali po zaslugama (meritokracija). Društvena struktura imala je nekoliko jedinica, najveća od kojih je bila yavusa, koja je obuhvaćala sve živuće nasljednice po svim linijama jedno, deificiranog pretka.
Tradicionalno, Fidžijci su bili dobri obrtnici i graditelji. Žene su bile poznate po lončarstvu, ali i obradi ttekstila, dok su muškarci bili poznati kao dobri brodograditelji, iako su, zanimljivo, bili loši pomorci. Uz to, značajan dio fidžijskog folklora su tradicionalna odjeća te brojni ceremonijalni kostimi.

### Nacionalna kuhinja
U predkolonijalnom razdoblju, fidžijsku je kuhinju uglavnom činilo gomoljasto povrće, povrće i voće, ali i različitih kopnenih životinja poput svinje te različitih ptica. Obalna plemena imala su, u pravilu, iste namirnice, uz dodatak veće količine ribe i drugih morskih plodova. Hrana je pripremana uz lokalne začine i začinsko bilje, a uglavnom se pripremala na otvorenoj vatri. U domovima, vatra se uglavnom nalazila u središtu kako bi tjerala kukce i ojačala strukturu krovišta. Posebna metoda pripreme hrane, koja je popularna i danas, jest lovo, odnosno vrsta zemaljske peći, koja se sastoji od paljenja vatre u rupi u zemlji, obloženoj termootpornim kamenjem. Lovo je vrlo sličan metodi hāngi, koji koriste novozelandski Maori. Metoda se sastoji od zagrijavanja kamenja, nakon čega se hrana umotana u lišće banane stavlja u rupu i pokriva zemljom te se kuha dok ne bude spremna, nakon čega se vadi iz zemlje i jede. Ovom tehnikom pripremaju se različita jela, od luka do određenih vrsta mesa.
Suvremena fidžijska kuhinja vrlo je raznovrsna cjelina u kojoj se vidi snažan utjecaj indijske kuhinje i začina. Uz to, prisutni su utjecaji europske i kineske kuhinje, ali tradicionaln, domaća kuhinja još uvijek je običaj u fidžijskim domovima.

### Umjetnost
Gledajući razvoj različitih grana umjetnosti na Fidžiju, treba činiti razliku između starofidžijske kulture, koja uključuje često folklorne oblike umjetničkog izričaja karakteristične za domorodačko stanovništvo prije dolaska Europljana, te suvremene fidžijske kulture, koja je heterogeni konglomerat domorodačke umjetnosti i euroazijskih utjecaja.
Sukladno jednostavnoj, ali praktičnoj organizaciji plemenske zajednice na "starom Fidžiju", domorodačka arhitektura rađena je tako da odgovara navedenim potrebama. Seoske kuće bile su pravokutnog tlocrta sa šiljastim krovovima, a zidovi i krovovi bili su im prekriveni različitim biljem. Svako selo imalo je kuću za sastanke te tzv. duhovnu kuću, koja se posebno isticala dizajnom. Nalazila se uzdignuta na piramidalnoj bazi izgrađenoj od kamena i zemlje. Uz to, krovovi duhovnih kuća bili su znatno duži. Kuća plemenskoga poglavice također je bila uzdignuta u odnosu ostale, ali je dizajn krova bio sličniji ostalim domovima, a ne duhovnoj kući. Fidžijska književnost u ovom razdoblju isključivo je usmena, dok je glazba prezentirala polinezijske utjecaje, iako Fidži geografski pripada Melaneziji. Dominantni glazbeni oblik bili su različiti narativni napjevi kojima su se prenosile tradicionalne priče i legende, a korišteni su različiti tradicionalni instrumenti. Značajan dio starofidžijske umjetnosti bio je i ples, posebice meke, koji je imao žensku (seasea) i mušku (meke wesi) inačicu.
Moderna fidžijska umjetnost razvijala se pod utjecajem britanskih kolonizatora, što je predstavljalo priljev europske kulture, ali i doseljenih Indijaca te kasnije Kineza, koji su sa sobom donijeli svoje kulturnoumjetničke običaje. Azijski utjecaji ubrzo su postali vidljivi u arhitekturi jer su doseljenici organizirali svoje domove sukladno običajima iz matičnih zemalja, što se zadržalo i do danas. Suvremena urbana arhitektura bila je karakteristično kolonijalna tokom dobrog dijela 19. i 20. stoljeća, međutim primjeri kolonijalne arhitekture su s vremenom gubili na značaju, kako je Fidži usvajao sve više modernih arhitektonskih oblika i tako razvijao svoju infrastrukturu. Autohtona fidžijska pisana književnost počela se razvijati tek krajem 60-ih i početkom 70-ih godina 20. stoljeća, što je prilično kasno, ali se poklapa s neovisnošću Fidžija. Krajem 60-ih objavljivani su prvi prozni i pjesnički radovi, a razvojem sveučilišta došlo je do osnivanja časopisa i širenja spisateljske djelatnosti. Među značajnijim piscima su akademici Satendra Nandan (pjesma, proza), Vilsoni Hereniko (drama) i Sudesh Mishra (pjesma). Suvremena glazba razlikuje još uvijek tradicionalne oblike, odnosno narodnu glazbu te glazbu različitih etničkih skupina, poput indijske glazbe, ali i dobro razvijenu popularnu glazbu, koja se počela razvijati tijekom 80-ih godina, kada su izvođači poput Laise Vulakoro i Laganija Rabukawaqe postali panpacifičke zvijezde.

### Sport
Sport je izrazito popularan na Fidžiju, a stanovnici posebno favoriziraju timske sportove s puno kontakta. Daleko najpopularniji sport na otocima je ragbi, a utakmice reprezentacije izrazito su praćene. Ragbijska reprezentacija Fidžija je redoviti sudionik Svjetskoga prvenstva u ragbiju, gdje joj je najbolji plasman ulazak u četvrtfinale 1987. godine, što im je bio debitantski nastup, te natup 2007. godine. Izrazito popularan je i ragbi 7, gdje je nacionalna reprezentacija jedna od najuspješnijih na svijetu te je 2016. godine postala prvi olimpijski pobjednik u tom sportu, koji je te godine imao svoj debi na Olimpijadi. Od povezanih sportova, popularan je i ragbi 13, u kojem je nacionalna reprezentacija trostruki svjetski doprvak. Fidžijske reprezentacije u svim inačicama ragbija poznate su po ratnom plesu što ga izvode prije svakog meča,  kao i neke druge reprezentacije iz područja Oceanije. U početku se izvodio ples cibi, kojeg je 2012. godine zamijenio novi ratni poklič bole. Najpopularniji ženski sport u zemlji je netbal.
Iako je tradicionalno bio manje popularan, nogomet je na Fidžiju postepeno dobivao na značaju zbog financijskog djelovanja FIFA-e, ali i lokalnih političkih prilika, te je danas drugi najpopularniji sport među muškarcima i ženama. Nogometni savez Fidžija djeluje u sklopu OFC-a, a nacionalna reprezentacija, premda nikada nije bila na Svjetskom prvenstvu, osvojila dva treća mjesta Oceanijskoga kupa nacija, dva zlata s Pacifičkih igara te jedan nastup na Olimpijadi.
Zbog uspjeha nacionalne reprezentacije, košarka je također počela dobivati na značaju, dok je kriket, tradicionalno popularan među bivšim britanskim kolonijama, slabo zastupljen na Fidžiju.

## Vanjske poveznice
- Missions Atlas Project Area of the World Country  (Fidži)  Arhivirana inačica izvorne stranice od 26. prosinca 2010. (Wayback Machine)

Vlada
- Official Website of the Government of Fiji  Arhivirana inačica izvorne stranice od 8. prosinca 2020. (Wayback Machine)
- Chief of State and Cabinet Members
- Fiji Bureau of Statistics

Opće informacije
- Geologic Map
- Predložak:CIA World Factbook link
- Fiji at UCB Libraries GovPubs
- Fiji profile from the BBC News